# A34 (Kasachstan)
Die A34 ist eine Fernstraße in Kasachstan, im Südwesten des Landes. Die Straße führt auf einer Nord-Süd-Route entlang des Kaspischen Meeres von Schetibai  bis an die Grenze zu Turkmenistan.

## Straßenbeschreibung
Die A34 beginnt in Schetibai an der A33, die von der Hafenstadt Aqtau kommt. Die Straße führt zuerst nach Osten zur Stadt Schangaösen, der größten Stadt auf der Strecke, und führt dann nach Süden durch die Wüste zur Grenze von Turkmenistan. Die Straße führt durch eine abgelegene Gegend. Auf der turkmenischen Seite wird sie als R18 fortgesetzt.

## Geschichte
Die Straße ist ein Teilstück der Europastraße 121. Die A34 wurde im Jahr 2011 umnummeriert. Sie ist die einzige Verbindung zwischen Kasachstan und Turkmenistan und daher von strategischer Bedeutung. Es handelt sich um die einzige asphaltierte Straße entlang des östlichen Ufers des Kaspischen Meeres.

## Städte an der Straße
- Schetibai
- Schangaösen